# Audiotour
Een audiotour of audiotoer (Engels: audio tour) is een rondleiding door een museum of grote toeristische attractie waarbij men gebruikmaakt van een walkman, een mp3-speler of een iPod waarin de informatie in gesproken vorm is opgeslagen. Zo kan men door middel van een koptelefoon in eigen tempo aan een rondleiding deelnemen, waarbij men gewezen wordt op bijzonderheden waar men op moet letten en ook achtergrondinformatie verkrijgt terwijl men niet de begeleidende teksten hoeft te lezen of in de catalogus hoeft te bladeren.

## Audiotoerisme
Audiotoerisme is een relatief jonge vorm van toerisme. Bij audiotoerisme gaat de toerist met speciale koptelefoons door een museum of andere toeristische attractie. De koptelefoons lijken vaak op een soort telefoon, waarbij men ook een toetsenbord heeft om nummers in te toetsen. De toerist kan dan bij ieder gedeelte, bijvoorbeeld bij een kunstwerk, het bijbehorende nummer intoetsen, om het, op een bandje opgenomen verhaal erover te horen.
Veel grote musea, zoals het Rijksmuseum Amsterdam en het Louvre in Parijs, maken gebruik van dit systeem. Ook het kasteel van Versailles en grotere kastelen van de Loire bieden deze mogelijkheid aan. Tegen betaling (of soms ook gratis) kan men zo op ieder gewenst moment een goed geïnformeerde virtuele gids inhuren, die dan meestal ook nog de gewenste taal perfect beheerst.
Het is tegenwoordig ook mogelijk om met behulp van de eigen smartphone een audiotour te volgen in een museum. Hiervoor dient een speciale app te worden gedownload of op de smartphone een speciale site te worden bezocht. Als alternatief kunnen mensen zonder smartphone vaak een IPod touch huren met de tour. Deze tours gaan vaak vergezeld van plaatjes van de schilderijen. Hierbij volstaat het vaak om deze plaatjes aan te raken op het touchscreen om de uitleg te horen.

## Bijzondere audiotours
De 'meesterverteller' Willem de Ridder wordt vaak uitgenodigd om een bijzonder soort audiotour te maken waarbij de deelnemers met een koptelefoon op hun hoofd een spannend avontuur beleven in een onbekend landschap of bijvoorbeeld op een tentoonstelling. Een recent voorbeeld hiervan is de 'Mysteries van het Reestdal'-audiotour die hij maakte op verzoek van de provincie Overijssel.
Speciaal voor het Rembrandtjaar heeft Marion Oskamp in 2006 "Een wandeling met Rembrandt" gemaakt. In deze bijzondere tour wandelt de 63-jarige schilder met ons langs de voor hem belangrijke plekken en vertelt ons over zijn leven, zijn schilderijen en de mythes die er na zijn dood over hem zijn ontstaan. De tour is en ingesproken door acteur Klaas Hofstra en biedt een totaalervaring waarbij je door het 17e-eeuwse Amsterdam wandelt dat in geluid herleeft en waarin de muziek uit Rembrandts tijd klinkt.
Ook van Marion Oskamp is "Wandelen door Joods Amsterdam", gemaakt in 2007. Tamir Herzberg, de kleinzoon van de schrijver Abel Herzberg, wandelt met ons door de geschiedenis van joods Amsterdam. Hij laat je kennismaken met de joden die in de 17e eeuw naar Amsterdam kwamen. Hij neemt je mee naar de oude joodse buurt die als in een film weer tot leven wordt gewekt.